# بخشنده (فیلم)
بخشنده (به انگلیسی: The Giver) یک فیلم علمی–تخیلی ویران‌شهری آمریکایی محصول سال ۲۰۱۴، به کارگردانی فیلیپ نویس است. فیلم‌نامه این فیلم توسط مایکل میتنیک و رابرت بی. وید  بر اساس رمانی به همین نام در سال ۱۹۹۳، به قلم لوییس لوری به رشته تحریر درآمده است. در این فیلم بازیگرانی همچون جف بریجز، مریل استریپ، برنتون توایتز، اودیا راش، کامرون مانهن، الکساندر اسکارشگرد، کیتی هلمز و تیلور سوئیفت ایفای نقش می‌کنند.
نمایش افتتاحیه فیلم در ۱۱ اوت ۲۰۱۴ بود و سپس توسط واینستین کمپانی در ۱۵ اوت ۲۰۱۴ در ایالات متحده اکران شد. بخشنده ۶۷ میلیون دلار در سراسر جهان فروش کرد در حالی که ۲۵ میلیون دلار بودجه ساخت آن بوده است و نامزد جوایز برگزیده مردم برای «فیلم درام محبوب» شد.

## داستان
داستان فیلم حول به تصویر کشیدن سه دوست نوجوان به نام‌های جوناس، فیونا و آشر که در مرحله شروع بزرگسالی و کسب مسئولیت هستند شروع می‌شود. در جامعه ای که به نظر می‌رسد عاری از هرگونه جنگ و غم و نزاع و پلیدی و رنگ باشد، تمام اتفاقات گذشته بر روی ذهن یک شخص ثبت می‌گردد که به این افراد بخشنده می‌گویند. پس از مراسم، فیونا به عنوان یک پرستار کودک و آر به عنوان خلبان معرفی می‌شود و جوناس که به عنوان یک اهدا کننده جدید شناخته شده باید خاطرات گذشتگان را به ذهن بسپارد. ظاهر زندگی مردم این جامعه نشان از آن می‌دهد که همه پاک و بی‌آلایش اند و هیچ بدی و دروغی در آنها وجود ندارد اما هنگامی که جوناس با خاطرات گذشته انسان‌ها آشنا می‌شود و می‌فهمد که سرپرست‌ها چه چیزهایی از آنان مخفی کرده‌اند سعی می‌کند واقعیت را به خانواده و دوستان خود بفهماند.

## بازیگران
- جف بریجز در نقش بخشنده
- برنتون توایتز در نقش جوناس
- مریل استریپ در نقش سرپرست ارشد
- اودیا راش در نقش فیونا
- کامرون مانهن در نقش آشر
- الکساندر اسکاشگورد در نقش پدر جوناس
- کیتی هلمز در نقش مادر جوناس
- تیلور سوئیفت در نقش رزماری
- الکساندر و جیمز جیلینگز در نقش گابریل
- اما ترامبلی در نقش لیلی
- تابو رامسی در نقش رابی

## جوایز
| جایزه                                | دسته‌بندی                                             | مورد تقدیر     | نتیجه    |
| ------------------------------------ | ---------------------------------------------------- | -------------- | -------- |
| انجمن منتقدان فیلم دنور ۲۰۱۴         | بهترین آهنگ اصلی                                     | "انسان معمولی" | نامزدشده |
| جشنواره فیلم هارتلند ۲۰۱۴            | جایزه تصویر حرکت حقیقی                               |                | برنده    |
| جوایز موسیقی هالیوود در رسانه‌ها ۲۰۱۴ | آلبوم موسیقی متن                                     |                | نامزدشده |
| مراسم چهل و یکمین جایزهٔ برگزیدهٔ مردم | فیلم درام مورد علاقه                                 |                | نامزدشده |
| جوایز جویی ۲۰۱۴                      | بازیگر ۹ ساله یا جوانتر در یک نقش برجسته فیلم برجسته | اما ترامبلی    | نامزدشده |